# Ebensee am Traunsee
Ebensee am Traunsee è un comune austriaco di 7 739 abitanti nel distretto di Gmunden, in Alta Austria; ha lo status di comune di mercato (Marktgemeinde). Circondata da diversi laghi pittoreschi (Ebensee, Traunsee), è meta di turismo.

## Storia
Ospitò, fra il 1943 e il 1945, il campo di concentramento di Ebensee, sottocampo del Campo di concentramento di Mauthausen.
Il 23 settembre 1963 un gruppo terroristico italiano di stampo fascista denominato Giovane Italia organizzò un attentato alle saline, alla funivia del Feuerkogel e al "Monumento dei leoni" ("Löwendenkmal"). In quell'occasione venne ucciso un gendarme e furono ferite quattro persone di cui due gravemente. Giorgio Massara, Sergio Poltronieri e Luciano Rolando vennero indagati dalla polizia italiana come probabili autori dell'attentato, ma essi, per evitare una possibile lunga detenzione, sarebbero fuggiti nell'America del Sud.

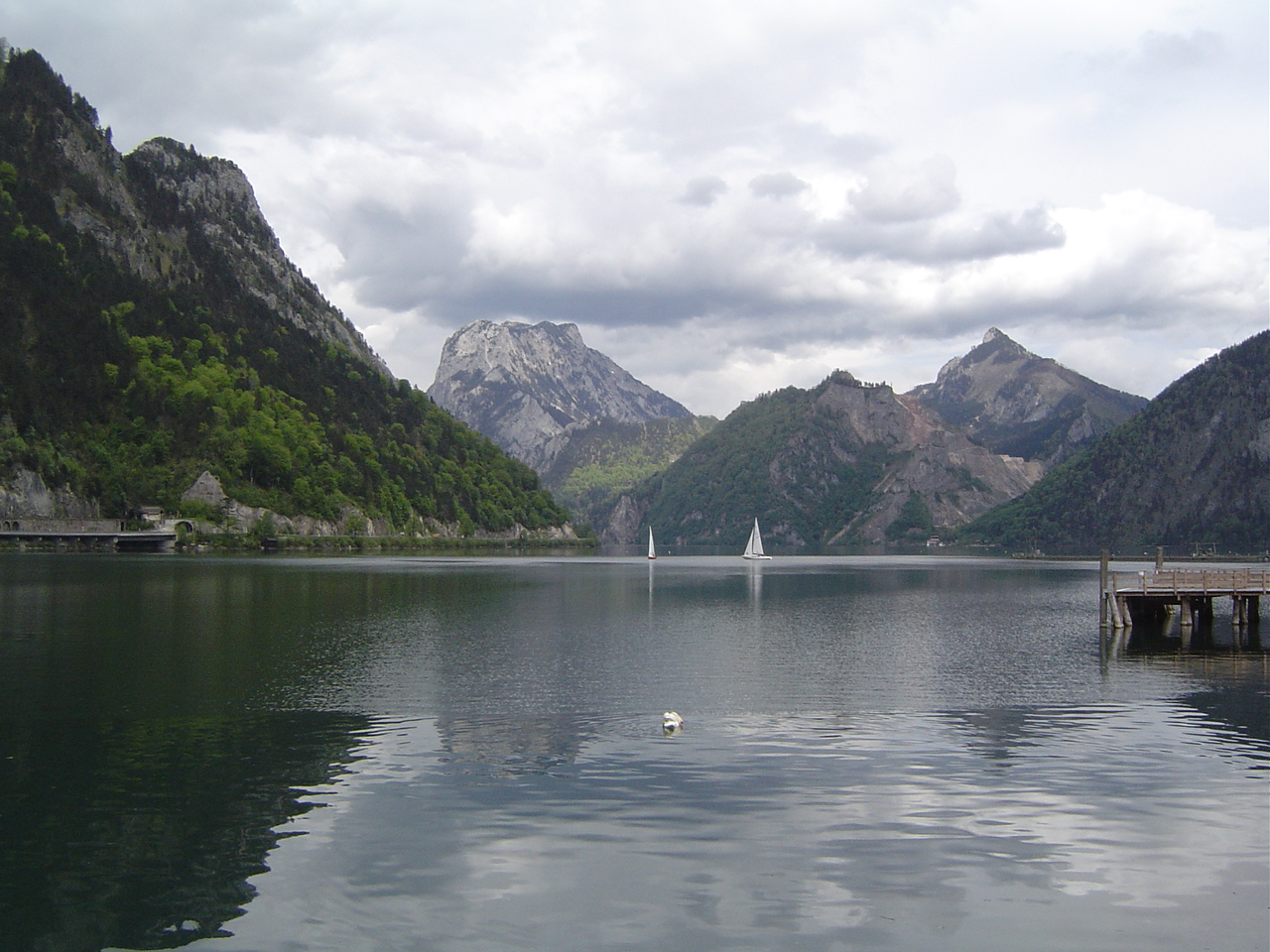
Il lago Ebensee

## Amministrazione

### Gemellaggi
- Prato. Il gemellaggio con Prato è stato fortemente voluto da Roberto Castellani e Dorval Vannini, ex deportati pratesi.[2]
- Zawiercie